# Ausulus minutus
Genre
Espèce
Ausulus minutus, unique représentant du genre Ausulus, est une espèce d'opilions laniatores à l'appartenance familiale incertaine.

## Distribution
Cette espèce est endémique du Fujian en Chine. Elle se rencontre vers Ausu.

## Description
L'holotype mesure 1,3 mm.

## Publication originale
- Roewer, 1927 : « Ostasiatische Opiliones, von Herrn Prof. F. Silvestri im Jahre 1925 erbeutet. » Bollettino del Laboratorio di Zoologia Generale e Agraria della Facolta Agraria in Portici, vol. 20, p. 192–210.